# Pristimantis savagei
Espèce
Synonymes
- Eleutherodactylus savagei Pyburn & Lynch, 1981

Statut de conservation UICN

 NT  : Quasi menacé
Pristimantis savagei est une espèce d'amphibiens de la famille des Craugastoridae.

## Répartition
Cette espèce est endémique du centre de la Colombie. Elle se rencontre dans les départements de Meta et de Cundinamarca entre 1 000 et 2 400 m d'altitude dans la Serranía de la Macarena et dans la cordillère Orientale.

## Description
Les mâles mesurent de 17,7 à 22,6 mm et les femelles de 31,0 à 34,7 mm.

## Étymologie
Cette espèce est nommée en l'honneur de Jay Mathers Savage.

## Publication originale
- Pyburn & Lynch, 1981 : Two little-known species of Eleutherodactylus (Amphibia: Leptodactylidae) from the Sierra de la Macarena, Colombia. Proceedings of the Biological Society of Washington, vol. 94, p. 404-412 (texte intégral).